# Чепіга ангольська
Чепіга ангольська (Colius castanotus) — вид птахів родини чепігових (Coliidae).

## Поширення
Ендемік Анголи. Поширений у саванах та рідколіссі на заході країни.

## Опис
Тіло завдовжки 29-35 см. Вага 28-80 г. Майже все оперення сірувато-коричневого забарвлення, лише нижня частина спини червоного або каштанового кольору. Черево світліше. На голові є чубчик. На лиці чорна маска та кільце навколо очей. Крила округлі, не пристосовані до тривалий польотів. Хвіст довгий. Дзьоб короткий і міцний, трикутної форми.

## Спосіб життя
Мешкає у саванах неподалік водойм. Соціальний птах, трапляється зграями, іноді досить численними. Живиться насінням та ягодами, інколи поїдає помах та дрібних безхребетних. Гнізда будує у непролазних чагарниках з великими численними колючками. У гнізді 2-4 білих з темно-коричневими цятками яйця. Насиджують обидва партнери по черзі. Участь у піклуванні про пташенят можуть брати інші члени зграї, переважно самці, які залишились без пари.